# Eleanna Christinaki
Eleanna Christinaki (en griego: Ελεάννα Χριστινάκη), es una jugadora chipriota/griega de baloncesto profesional. Juega en la Liga Femenina española.

## Biografía
Eleanna Christinaki, Paralimni, Chipre, 16 de diciembre de 1996. Es una jugadora chipriota/griega de baloncesto profesional que jugó con la equipo nacional sénior femenino por primera vez con 17 años y, desde entonces, ha conseguido 38 títulos para su país. Fue el segundo miembro más joven en ser seleccionado para el equipo nacional sénior femenino. Fue también la capitana del equipo Sub-20 nacional.

## Trayectoria
Christinaki fichó por Panathinaikos, en 2011. Estuvo tres años, y ganó la liga de Baloncesto femenino griego durante la temporada 2012–13. Fue convocada por el equipo nacional griego sénior. Es la segunda jugadora más joven llamada al equipo nacional. En 2013, 2014 y 2015 consiguió el premio para la mejor jugador joven en Grecia. Ha sido la mejor de los cinco jugadores jóvenes más valiosos en Grecia en tres temporadas. También ha jugado con Athinaikos, con los cuales ha ganado la Eurocup durante la temporada 2014–15. Jugando con Athinaikos femenino, fue la jugadora más valuable de las jóvenes jugadoras en el Campeonato de Baloncesto griego. Consiguió un promedio de 15 puntos de juego y 5 rebotes por partido.
En 2015 empezó su carrera universitaria como miembro del equipo femenino de baloncesto americano de Florida Gators. Durante su primera temporada,  promedió 10,4 puntos por partido en 31 partidos. También ha puntuado en doble-figuras 17 partidos. Fue votada la mejor novata del equipo en Pretemporada.
En su segunda temporada, jugó en Florida, 9 partidos para el Gators, donde ella anotó 17,6 puntos por juego. En diciembre de 2016 anunció que dejaba el Gators.
En enero de 2017 anunció ser miembro del equipo americano Maryland Terrapins, el equipo de baloncesto femenino que en aquel tiempo era el 3º mejor del país.
En su única temporada con el Maryland Terrapins, promedió 11,8 puntos y 4,6 rebotes en 22 partidos. En su primer partido, consiguió 32 puntos, en un resultado de 113–49, victoria sobre Coppin State, y ella fue la primera jugadora de Maryland en puntuar 23 puntos en un debut. Ella también consiguió 26 puntos contra el estado de Ohio, victoria  en casa con un 99–69.
El 23 de junio de 2018 anunció su pase a competición sénior para jugar profesionalmente y con responsabilidades con el equipo nacional absoluto griego. En 2018 participó en el campeonato mundial con el equipo nacional griego, y acabaron 9.º del mundo. El 1 de noviembre firmó con Gernika KESB,. Ahí solo jugó 2 meses.
Seguido fichó por el Castors Braine belga, con el que disputó la Euroliga y fue campeona de la Liga. La temporada 2019/20 la paso en blanco recuperándose de una lesión de rodilla. En verano de 2020 regresó a España para fichar para toda la temporada 2020-2021 por Alter Enersun Al-Qazeres.
En la preparación para el Eurobasket 2021 con su Selección sufrió una nueva lesión de rodilla.
En enero de 2022 fichó por el equipo Araski AES, de Vitoria, para jugar en Liga Femenina.

## Clubs
- 2015-2016: Universidad de Florida, Gators, 
- 2017-2018: Universidad de Maryland, Terrapins.
- 2018: 2 meses en Gernika KESB.
- 2020-2021: Alter Enersun AL-QAZERES.
- 2022: ARASKI AES, de Vitoria.

## Estadísticas en NCAA
| Año     | Equipo   | GP | Puntos | FG%   | 3P%   | FT%   | RPG | APG | SPG | BPG | PPG  |
| ------- | -------- | -- | ------ | ----- | ----- | ----- | --- | --- | --- | --- | ---- |
| 2015-16 | Florida  | 31 | 323    | 42.9% | 30.0% | 70.8% | 3.2 | 3.4 | 1.3 | 0.1 | 10.4 |
| 2016-17 | Florida  | 9  | 158    | 44.2% | 28.6% | 77.4% | 4.7 | 3.0 | 0.8 | -   | 17.6 |
| 2017-18 | Maryland | 22 | 260    | 36.6% | 32.3% | 73.9% | 4.6 | 1.5 | 0.8 | -   | 11.8 |
| Carrera |          | 62 | 741    | 40.7% | 30.8% | 72.9% | 3.9 | 2.7 | 1.1 | 0.1 | 12.0 |

## Campeonatos internacionales
Es miembro del equipo de baloncesto nacional femenino de Grecia, y jugó el EuroBasket en 2015, 2017 y Mundial de 2018. Ganó la cuarta plaza en el equipo griego en  el EuroBasket femenino de 2017. Quedó en el 9.º puesto con el equipo griego en los juegos de Campeonato Mundiales en Tenerife. Christinaki Jugó en 2015 la competición FIBA Europa Sub-20 División B y fue elegida entre las 5 jugadoras más valiosas del torneo mediando 19.7 puntos por partido. Christinaki también jugó en 2016 la FIBA Europa Sub-20 promediando 15.8 puntos por partido, con el equipo de baloncesto griego. También jugó con la selección Sub-16 de Chipre, de 2010 a 2011.